# Pabllo Vittar
Phabullo Rodrigues da Silva, mais conhecido como Pabllo Vittar (São Luís, 1 de novembro de 1993), é um cantor, compositor, drag queen e personalidade de televisão brasileiro. Além da carreira artística, é um forte ativista em prol dos direitos das pessoas LGBT e foi considerado a drag mais popular da era digital pela revista americana Out. Por causa de seu sucesso sem precedentes, Vittar tem sido creditado por influenciar o interesse do público sobre outros artistas drag queens, além de artistas trans e travestis. Em 2019, a revista Time o incluiu em sua lista dos Líderes da Próxima Geração e também foi citado pela Forbes como "a drag queen mais popular do mundo".
Nascido em São Luís e criado em cidades do interior do Maranhão e do Pará, Vittar teve seu gosto pela música influenciado pela mãe e passou a se interessar pela arte das drag queens na adolescência. Suas primeiras apresentações profissionais aconteceram numa casa noturna de Uberlândia, Minas Gerais. Ele ganhou atenção na internet com a canção "Open Bar", em parceria com o DJ Mulú lançada em outubro de 2015 e incluída em seu primeiro extended play (EP), também intitulado Open Bar. No ano seguinte, passou a integrar o elenco do programa Amor & Sexo, da TV Globo, fazendo números musicais na atração durante duas temporadas. Em 2017, Vittar conseguiu maior reconhecimento ao lançar seu álbum de estreia, Vai Passar Mal, que foi certificado com platina pela Pro-Música Brasil (PMB) e gerou singles como "Todo Dia", "K.O." e "Corpo Sensual". Seu segundo e terceiro álbuns de estúdio, Não Para Não (2018) e 111 (2020) foram certificados com platina pela PMB.
Em 10 de julho de 2024, Pabllo se tornou a primeira drag queen a entrar na parada global das 50 músicas mais ouvidas no Spotify com a faixa "Alibi", estreando na posição #47 e atingindo a posição #12". Também, ficando atrás apenas de RuPaul, Vittar foi a segunda drag do mundo a entrar na Hot 100 da Billboard, em #95.
Referido como um "emblema de fluidez de gênero", Vittar faz aparições públicas com e sem a sua caracterização artística e expressou sua preferência pelo tratamento no pronome feminino quando está "de drag", mas também demonstrou indiferença em relação aos pronomes específicos de gênero usados para se dirigir a ele. Sua música é geralmente uma mistura de pop com gêneros regionalistas variados, incluindo forró eletrônico e eletrobrega.

## Início da vida e carreira
Phabullo Rodrigues da Silva nasceu em 1 de novembro de 1993 em  São Luís, Maranhão. Ele é filho da técnica de enfermagem Verônica Rodrigues e tem duas irmãs, sendo que uma delas, Phamella, é sua gêmea. Vittar nunca conheceu seu pai biológico, que abandonou Verônica ainda grávida. Ele passou parte da infância vivendo em cidades do interior do Maranhão, como Santa Inês, depois passou a infância toda em Santa Izabel do Pará, no Pará. Vittar frequentou aulas de balé clássico e jazz durante a infância. Ele disse ter sido vítima de bullying em seus anos escolares, por causa de sua voz aguda e gestos delicados. Ao relembrar sua infância, Vittar disse que sempre teve a "noção de que era diferente e que não ia seguir os caminhos que um homem que nasceu com genitália masculina tinha que seguir: casar, ter filhos [...] Sabia que ia fazer alguma coisa no mundo para deixar minha marca."
No início da adolescência, Vittar voltou para o Maranhão, vivendo na cidade de Caxias. Na época, começou a cantar em festas e junto ao coral de uma Igreja Presbiteriana, além de se apresentar no Pop, um programa regional de Caxias, onde fez covers de canções de diversos artistas. Com 16 anos de idade, mudou-se para Indaiatuba, São Paulo, para tentar começar uma carreira artística. Vittar, no entanto, não obteve sucesso e acabou trabalhando em lanchonetes de fast food, salões de beleza e como operador de telemarketing. Foi com essa idade que ele se assumiu gay para sua mãe, e "nem surpresa ela ficou. Sempre me apoiou – aliás, a família inteira, minhas irmãs também", relatou o cantor em entrevista à Marie Claire. Dois anos depois, mudou-se com sua família para Uberlândia, Minas Gerais. Lá, Vittar foi aprovado para o curso de Design de Interiores da Universidade Federal de Uberlândia, que posteriormente descontinuou, devido a sua agenda de shows, que havia aumentado. No final de 2011, ele começou a publicar covers em um canal pessoal no YouTube. À época, usava como nome artístico "Pabllo Knowles", em homenagem à sua maior ídolo, Beyoncé (cujo sobrenome é Knowles).
Vittar disse que sempre foi fascinado pelo "universo feminino" e passou a se interessar pela arte das drag queens quando foi apresentado ao reality show RuPaul's Drag Race por um namorado. Quando assistiu ao programa, Vittar aprendeu que os artistas drag  poderiam ser mais versáteis do que pensava: "Foi uma surpresa, não conhecia esse lado da arte drag. Fiquei apaixonada! Falei: eu posso ser isso aí. Foi uma libertação. Quando estou estressada, me monto e externalizo coisas que não consigo falar, mas que posso transmitir por meio da maquiagem e da produção." Ele se "montou" pela primeira vez aos 17 anos para divulgar a festa de uma amiga, entregando panfletos na porta de uma boate em Uberlândia; "...fui na farmácia, comprei um lápis, um batom e umas extensões tão baratas que acabaram virando um dread só". Vittar aprendeu a se maquiar assistindo a tutoriais no YouTube e participou de concursos de beleza antes de iniciar sua carreira musical. Vittar costumava cantar nas festas das quais participava na Universidade Federal de Uberlândia e começou a atuar profissionalmente como drag queen e cantor na casa noturna Belgrano, dos produtores Ian Hayashi e Leocádio Rezende, localizada em Uberlândia.

## Carreira

### 2015–17:Open Bar,Amor & SexoeVai Passar Mal

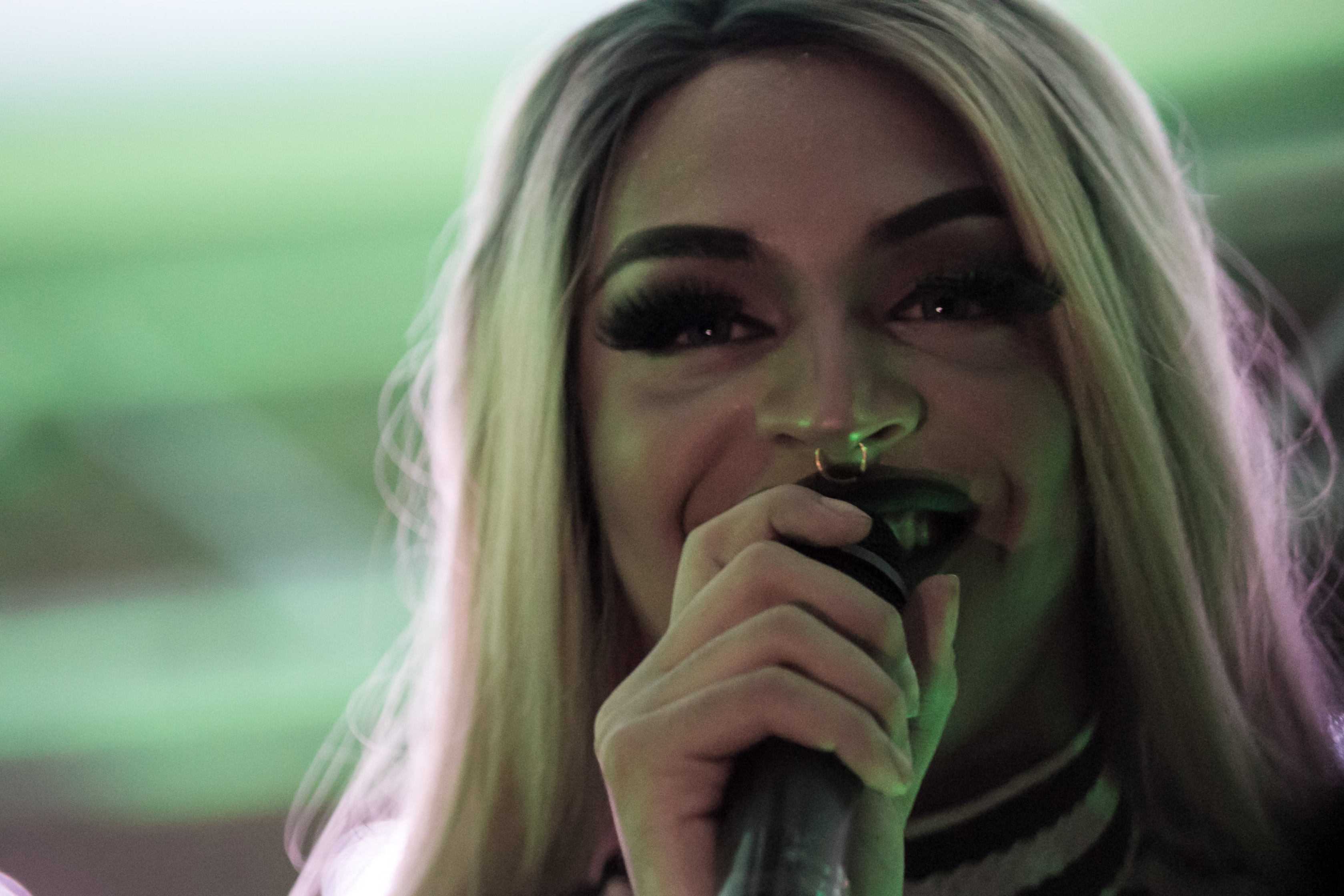
Vittar em show da Open Bar Tour em Brasília, junho de 2016

Vittar estava mantendo contato através das redes sociais com Pedro D'Eyrot, um dos integrantes do Bonde do Rolê, que apresentou seus vídeos ao produtor Rodrigo Gorky, também integrante do grupo. Em uma visita à Belgrano, Gorky pediu a Hayashi e Rezende para que o apresentassem a Vittar, que conhecia apenas pela internet. Gorky sugeriu a Vittar que gravassem uma releitura em português da canção "Lean On", do grupo Major Lazer, que foi intitulada "Open Bar" e lançada em outubro de 2015. O videoclipe da canção, gravado na casa de um amigo de Vittar com um orçamento de 600 reais, atingiu a marca de um milhão de visualizações no YouTube em menos de quatro meses. Em dezembro de 2015, ele lançou o extended play (EP) Open Bar. Além da faixa-título, o EP apresenta outras quatro faixas que são versões em português de canções gravadas por artistas como Beyoncé e Rihanna. Com exceção de "Open Bar", que foi autorizada por um dos autores de "Lean On", Diplo, todas as canções do EP e seus videoclipes foram posteriormente retirados das plataformas digitais por questões de direitos autorais. Um remix de "Open Bar" foi posteriormente incluído em seu álbum Vai Passar Mal: Remixes (2017). Logo após o lançamento do EP, Vittar deu início à sua primeira série de shows, Open Bar Tour, que se estendeu por 2016 e totalizou 120 apresentações. Vittar acabou chamando a atenção dos produtores do programa Amor & Sexo, da TV Globo, que o convidaram para integrar a banda do programa em 2016. Ele esteve no elenco da atração durante a nona e décima temporadas e deixou o programa para se dedicar a seus projetos musicais.
Em janeiro de 2017, Vittar lançou seu álbum de estreia, Vai Passar Mal. O disco possui uma sonoridade diversificada, incorporando elementos de música pop, eletrônica e gêneros brasileiros, como tecnomelody, forró, arrocha e funk carioca. Luccas Oliveira, do jornal O Globo, escreveu sobre o álbum: "...em geral, suas faixas curtas e bem produzidas, com letras que exalam a autoestima e a afirmação de Pabllo, fazem do disco de estreia da drag queen um belo cartão de visitas — feito sob medida para o público que ela atinge." Em 2019, Vai Passar Mal foi certificado com platina pela Pro-Música Brasil (PMB). "Nêga" foi lançada como carro-chefe do disco, seguida por  "Todo Dia", uma colaboração com o rapper Rico Dalasam lançada em 20 de janeiro de 2017. A última ganhou atenção durante o Carnaval daquele ano, o que levou Vittar a se apresentar no Carnaval de Salvador. Seis meses após o lançamento, "Todo Dia" e seu videoclipe foram retirados das plataformas digitais devido a uma notificação extrajudicial de Dalasam para questionar acordo de direitos autorais.

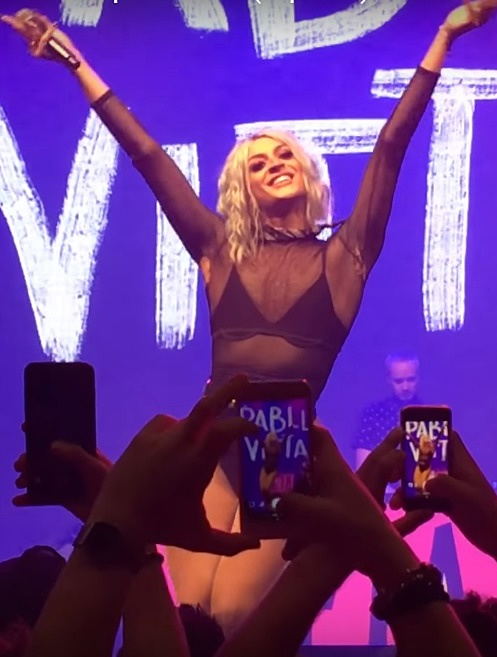
Vittar em show da turnê Vai Passar Mal, dezembro de 2017

O terceiro e quarto singles do álbum, "K.O." e "Corpo Sensual" alcançaram o top 70 da parada Hot 100 Airplay, da Billboard Brasil, e tiveram êxito nas plataformas de streaming; "K.O." atingiu o topo do ranking do Deezer e "Corpo Sensual" culminou a tabela do Spotify no Brasil. Em janeiro de 2018, o videoclipe de ambas as faixas havia ultrapassado a marca de 200 milhões de visualizações no YouTube. "Então Vai" e "Indestrutível" também foram lançadas como singles de Vai Passar Mal. O figurino usado pelo artista no videoclipe de "Indestrutível" foi leiloado com o intuito de arrecadar fundos para a Casa 1, projeto em São Paulo que acolhe pessoas LGBT em situação de risco. Em fevereiro de 2017, Vittar deu início à sua segunda série de shows, Vai Passar Mal Tour.
Em maio de 2017, Lia Clark lançou um remix de sua canção "Tome Curtindo" numa colaboração com Vittar. Em junho, ele se juntou a outros artistas para lançar a canção "Filhos do Arco-Íris", cujos lucros beneficiaram as pesquisas da amfAR. A canção "Sua Cara", que apresenta vocais de Anitta e Vittar, foi lançada como segundo single do extended play (EP) Know No Better, do grupo norte-americano Major Lazer, em julho. "Sua Cara" atingiu o pico de número 49 no Hot 100 Airplay da Billboard Brasil, chegou ao top dez em Portugal e apareceu no top 30 de charts da Billboard norte-americana, como o Dance/Electronic Songs e World Digital Songs. Seu videoclipe foi filmado na parte Marroquina do Deserto do Saara e se tornou um sucesso instantâneo; na época de seu lançamento, ele foi o sexto videoclipe mais visto em suas primeiras 24 horas e também o mais rápido a atingir um milhão de likes no YouTube. Em agosto, Vittar assinou um contrato de dois álbuns com a gravadora Sony Music e lançou uma colaboração com a cantora Preta Gil, intitulada "Decote". Em setembro, apresentou-se no palco Sunset da sétima edição do festival Rock in Rio, além de ter participado do show da cantora norte-americana Fergie no palco principal. Em dezembro, Vittar lançou Vai Passar Mal: Remixes, uma compilação que contém novas versões das canções de seu álbum de estreia. No mesmo mês, a cantora britânica Charli XCX lançou a canção "I Got It" numa colaboração com Vittar, Brooke Candy e CupcakKe. A MTV Portugal citou Vittar como uma das principais "revelações musicais" de 2017.

### 2018:Não Para Não
Em janeiro de 2018, Vittar apareceu como artista convidado em três canções: "Paraíso", de Lucas Lucco, "Joga Bunda", de Aretuza Lovi, e "Eu Te Avisei", de  Alice Caymmi. No mesmo mês, Vittar lançou um documentário sobre sua vida e carreira em parceria com o serviço de streaming da Apple Music. O documentário também gerou um extended play (EP) que contém três canções lançadas anteriormente em versões ao vivo. Em abril, Vittar lançou a canção "Hasta la Vista" em colaboração com Luan Santana e Simone & Simaria, resultado da campanha Coca-Cola Fan Feat.. No dia 1 de maio, ele estreou seu programa Prazer, Pabllo Vittar no Multishow. Além de performances musicais, a atração também apresentou entrevistas feitas por Vittar durante um total de cinco episódios. O programa foi indicado ao Rose d'Or Awards e ao PromaxBDA Latin America Awards nas categorias Entretenimento e Promoção Entretenimento/Música/Variedade, respectivamente. O programa perdeu na categoria do Rose d'Or e ganhou um troféu de prata na do PromaxBDA. Entre junho e setembro, Vittar apareceu como artista convidado numa série de parcerias, incluindo "Não Esqueço", do projeto Niara, "Come e Baza", da cantora angolana Titica, "Caliente", da cantora argentina Lali, e "Energia (Parte 2)", do duo norte-americano Sofi Tukker.

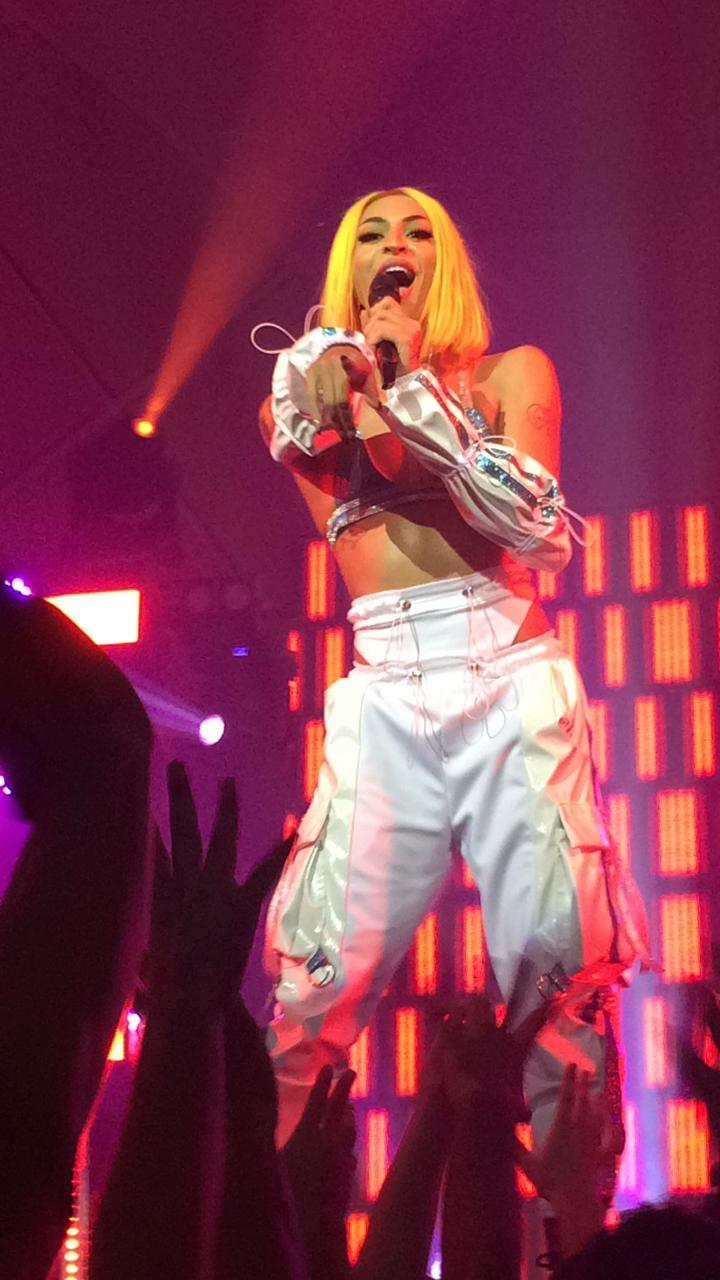
Vittar em apresentação da Não Para Não Tour, novembro de 2018

No dia 4 de outubro de 2018, Vittar lançou seu segundo álbum de estúdio, Não Para Não. O crítico musical Mauro Ferreira, do G1, disse que "O que era espontâneo em Vai passar Mal parece estrategicamente calculado em Não Para Não", mas acrescentou que isso "jamais tira os méritos do álbum, bem produzido e hábil na confecção de um pop brasileiro com conexões com a cena internacional." No entanto, outros críticos sentiram que Não Para Não não tem a mesma "espontaneidade" de seu álbum de estreia. O álbum provou ser um sucesso comercial; ele foi certificado com platina pela Pro-Música Brasil (PMB) e Vittar bateu um recorde no Spotify Brasil quando todas as faixas do álbum se incluíram no top 50 das canções mais populares da plataforma, incluindo quatro no top dez. "Problema Seu" foi lançada como carro-chefe do álbum, seguida por "Disk Me", "Seu Crime" e "Buzina". Em novembro, ele deu início à sua terceira turnê, Não Para Não Tour, com uma apresentação em São Paulo. A turnê teve datas em outros países da América Latina e também da Europa, como México e Inglaterra. Em junho de 2019, Vittar iniciou a sua quarta turnê NPN Pride Tour, uma extensão da Não Para Não Tour, com datas em paradas do orgulho LGBTQ dos Estados Unidos e Canadá.
Em 7 de novembro de 2018, Vittar lançou o videoclipe de "Highlight", canção-tema da série de animação da Netflix Super Drags, que foi lançada nas plataformas de streaming no dia 9 do mesmo mês. A série traz a participação de Vittar dublando a personagem Goldiva. A série foi cancelada pela Netflix após apenas uma temporada e cinco episódios exibidos. Em dezembro de 2018, Vittar foi o vencedor da categoria Música do prêmio Brasileiros do Ano, criado pela revista IstoÉ.

### 2019–2020:111

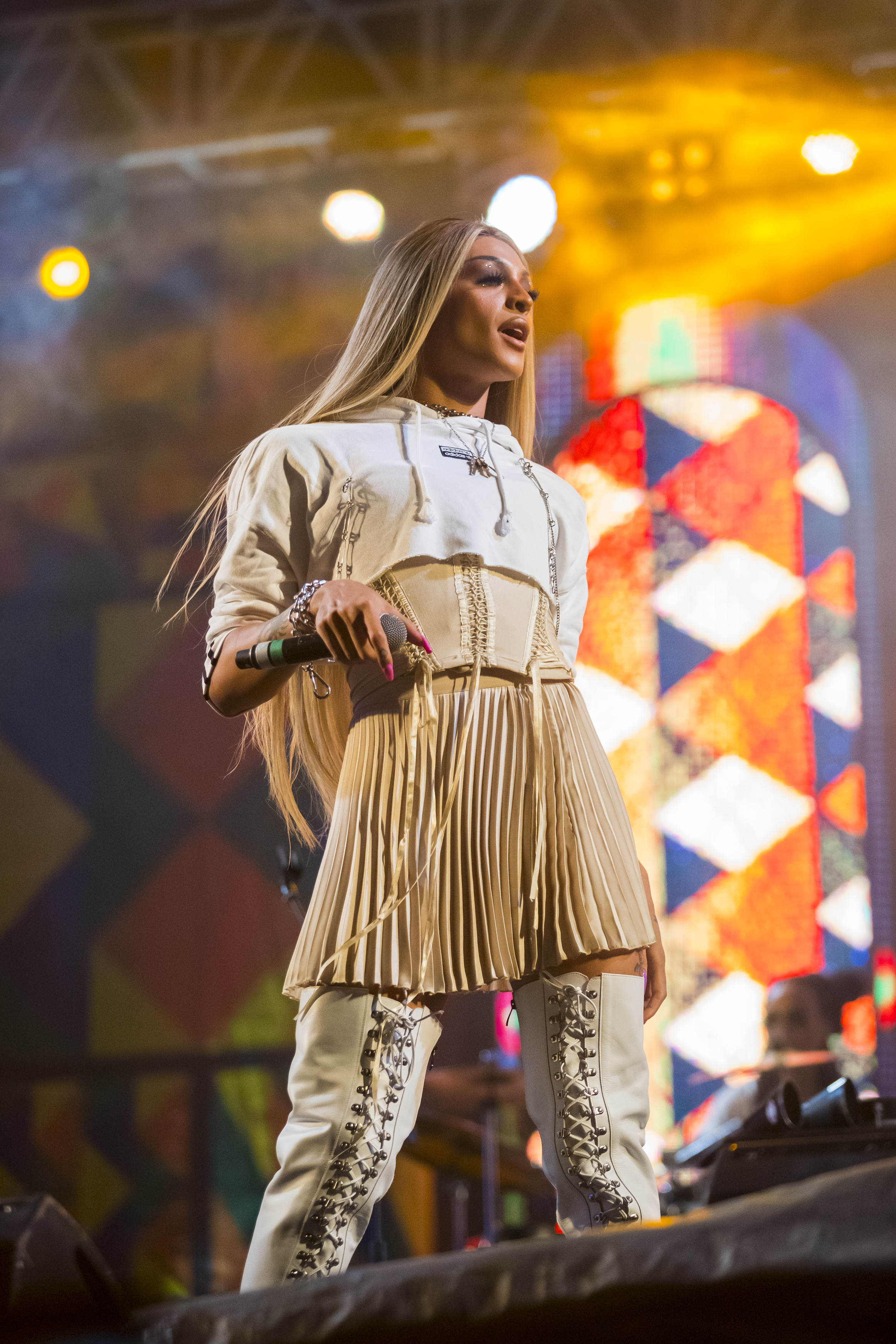
Vittar em fevereiro de 2020

Em abril de 2019, o canal de Vittar no YouTube atingiu 1 bilhão de visualizações, somando todos os vídeos publicados. Nos dias 13 e 14 de abril, ele fez aparições nos shows de Major Lazer e Sofi Tukker, respectivamente, no festival de música Coachella. Em maio, Vittar lançou a sua segunda coletânea, Não Para Não: Remixes, que contém novas versões das canções de seu segundo álbum de estúdio. Em junho de 2019, ele apareceu como artista convidado nos singles "Garupa", da cantora Luísa Sonza, e "Amarelo", do rapper Emicida ao lado da cantora Majur. No dia 18 de junho, Vittar se apresentou na festa em homenagem ao aniversário da Rainha Elizabeth II do Reino Unido na sede da Organização das Nações Unidas (ONU), em Nova York, cujo tema foi  "igualdade e inclusão" em comemoração ao mês do orgulho LGBT e em memória à Rebelião de Stonewall.
Em maio de 2019, Vittar anunciou os preparativos para o lançamento de seu terceiro álbum de estúdio. O álbum foi dividido em duas partes, lançadas em datas diferentes. Uma colaboração com Charli XCX, "Flash Pose" foi lançada como primeiro single do projeto em julho de 2019. A parceria com o vocalista da banda Psirico Márcio Victor "Parabéns" foi lançada como segundo single do álbum em outubro. A primeira parte do álbum 111 – uma referência à sua data de nascimento, 1 de novembro – foi lançada em formato de EP no dia 31 de outubro. "Amor de Que" se tornou o terceiro single de 111 em dezembro.
As colaborações "Clima Quente", com Jerry Smith, e "Tímida", com a cantora mexicana Thalía, também precederam o lançamento de 111. O álbum teve seu lançamento adiantado por conta do vazamento das canções inéditas na internet e foi liberado em 25 de março de 2020. 111 foi certificado com platina pela PMB. Em novembro de 2020, Vittar lançou a versão deluxe do álbum 111, que contém remixes das faixas incluídas na versão original do álbum e novas colaborações, bem como duas novas faixas. "Bandida", com participação de Pocah, tornou-se o primeiro single do álbum. Em dezembro, Luísa Sonza lançou "Modo Turbo" numa colaboração com Vittar e Anitta.

### 2021–2022:Batidão TropicaleI Am Pabllo

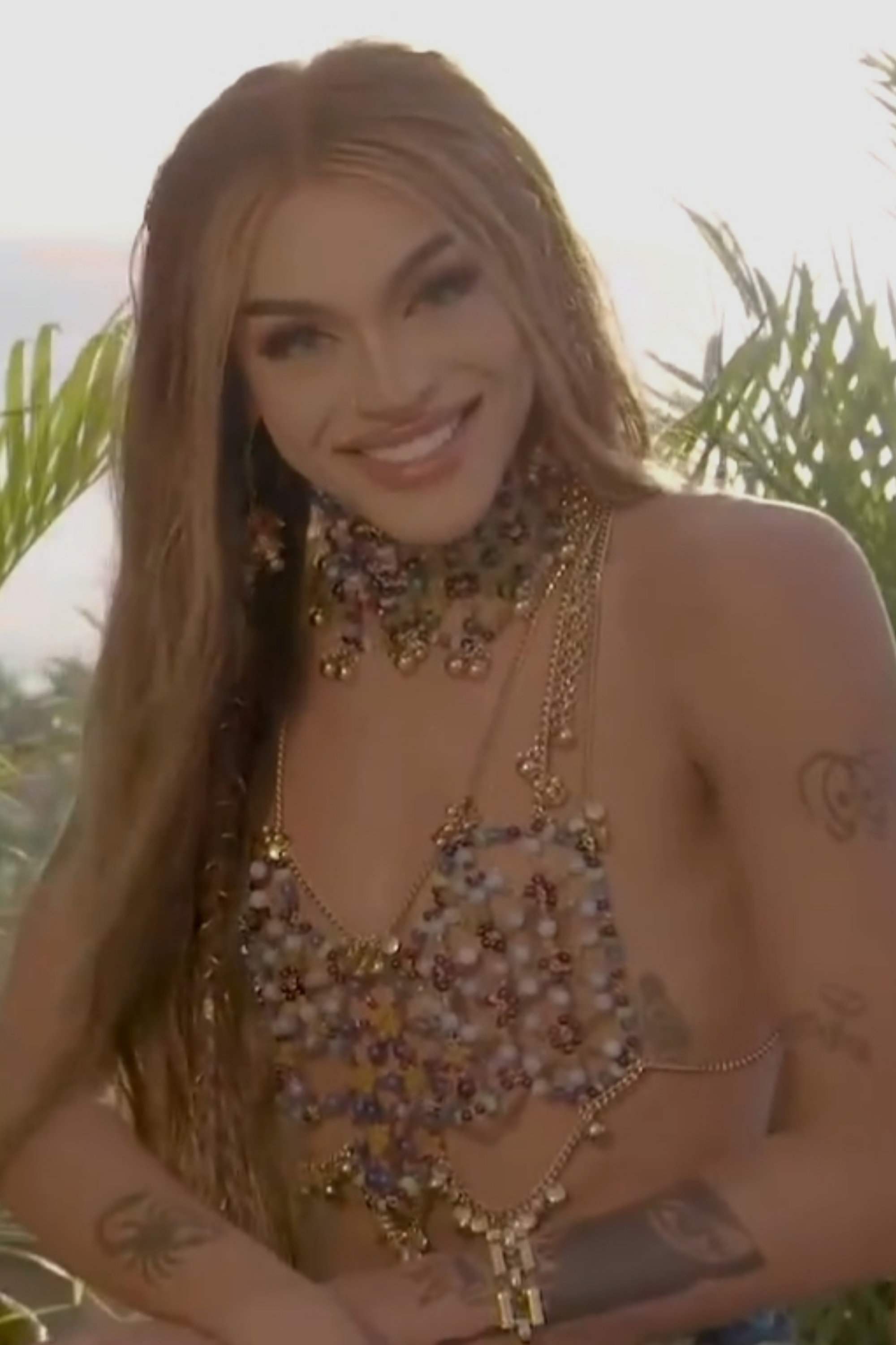
Vittar em fevereiro de 2021.

Em junho de 2021, Vittar lançou seu quarto álbum de estúdio, Batidão Tropical, descrito por ele como uma forma de "exaltar realmente a [sua] origem, a [sua] cultura, o Maranhão, o Pará e todas as adjacências que consomem essa cultura." Seis das nove canções do álbum são regravações dos repertórios de bandas de calypso, tecnobrega e forró que marcaram a infância e adolescência de Vittar. Mauro Ferreira, do G1, descreveu Batidão Tropical como o álbum mais "coeso" da carreira de Vittar e disse que as regravações apresentam uma "roupagem pop contemporânea com o cuidado de preservar a arquitetura original" das canções.
Em 13 de agosto de 2021, o cantor Johnny Hooker lançou uma versão da canção "Flutua" com Vittar e com a cantora Majur. Pabllo completou 5 anos de carreira em 2021 e em comemoração a essa data, Vittar lançou seu primeiro álbum ao vivo, o I Am Pabllo em 14 de dezembro de 2021. O projeto gerou os singles "Trago Seu Amor de Volta" com o cantor Dilsinho e "Lovezinho" com a cantora Ivete Sangalo.
Em 24 de junho de 2022 – um ano após o lançamento do álbum Batidão Tropical –, Vittar lançou uma versão em espanhol da canção "Ama Sofre Chora", intitulada "Ama Sofre Chora (Spanish Version)".

### 2023–presente:NoitadaeBatidão Tropical Vol. 2
Em 8 de fevereiro de 2023, Vittar lança seu quinto álbum de estúdio, intitulado Noitada. O cantor lançou em 27 de julho, a versão remix do álbum Noitada, intitulado After. Vittar se apresentou na primeira edição do festival The Town em São Paulo no dia 10 de setembro, recebendo críticas positivas por sua apresentação. Em 19 de setembro, Vittar lançou o web-documentário The Town: O Documentário, onde mostra os bastidores do concerto realizado pela interprete no festival paulista. Em 25 de novembro de 2023, Vittar realizou seu último show do ano no La Folie Festival, em Olinda. No mesmo evento também houve shows de Luisa Sonza, Iza, Glória Groove, Lexa e outros.
Em 10 de abril de 2024, Vittar lançou o sexto álbum de estúdio da carreira, Batidão Tropical Vol. 2. O álbum gerou os singles "Pede pra Eu Ficar (Listen to Your Heart)", "Ai Ai Ai Mega Príncipe" e "Idiota". A canção "São Amores", presente no álbum, viralizou em países da América Latina através de um viral no aplicativo TikTok. Em junho, Vittar participou da música "Alibi", com as cantoras Sevdaliza e Yseult. A faixa figurou entre as 50 mais tocadas do mundo no Spotify, tornando Vittar a primeira drag queen do mundo a entrar na parada. Também com "Alibi", se tornou a segunda drag queen a entrar na Hot 100 da Billboard, ficando ao lado apenas de RuPaul.

## Características artísticas

### Estilo musical e voz
Descrito como um artista pop, Vittar transita entre diversos estilos. Seu álbum de estreia, Vai Passar Mal mistura o pop com elementos de música eletrônica e gêneros brasileiros como tecnomelody, arrocha, funk carioca e forró. Os críticos de música notaram que seu segundo álbum de estúdio, Não Para Não, seguiu a mesma fórmula de Vai Passar Mal. O álbum também explora a música pop com influências de diversos gêneros musicais, tanto brasileiros como mundiais. Vittar comentou sobre o álbum dizendo: "[...] eu morava em Santa Izabel do Pará e ouvia cúmbia, carimbó, tecnobrega e guitarrada. No Maranhão, ouvia o axé e os pagodes baianos. [...] A Pabllo Vittar está todinha nesse álbum, não tenho como ir contra as minhas origens." Em geral, sua música explora temas como o amor, autoestima e festas.
Vittar possui um tipo vocal classificado como contratenor. Professor de canto da Universidade do Estado de Minas Gerais, Sérgio Anders disse que o contratenor caracteriza-se por "uma voz infantilizada num homem adulto, e isso ocorre por questões hormonais." Anders analisou seu estilo vocal dizendo que "Pabllo tem dois tipos como cantora. Nas músicas dela mesma, vai muito além de sua tessitura. Já as músicas mais graves, geralmente covers, me agradam mais. Quando a vi cantar Whitney Houston foi maravilhoso." Shannon Sims, do The New York Times, descreveu sua voz como um "soprano nasal". Quando ascendeu à fama em 2017, Vittar recebeu algumas críticas por sua dificuldade em "segurar o fôlego" para cantar e dançar ao mesmo tempo durante performances ao vivo, o que Chico Barney, do Universo Online, descreveu como "detalhes técnicos... pedestres". Em Representações Artísticas e Políticas da Drag Queen Pabllo Vittar na Mídia, Danilo Pedrazza diz que a voz de Vittar representa uma "ruptura de padrões", e a descreve como ambígua dentro dos padrões de cisgeneridade.

### Influências
Por influência de sua mãe, Vittar cresceu ouvindo artistas como Aretha Franklin, Donna Summer, Whitney Houston e Tina Turner. Ele imitava essas cantoras na infância, "quando nem sonhava em ser drag ainda". A música de Gilberto Gil, Ney Matogrosso, Elis Regina, Alcione e Caetano Veloso também foi apresentada a ele na infância. Vittar passou a se interessar pela arte das drag queens quando conheceu o reality show RuPaul's Drag Race e cita RuPaul como uma influência importante: "todas as drags desse mundo têm que agradecer a RuPaul pela visibilidade que temos hoje." Alguns participantes do reality show RuPaul's Drag Race também são referência para ele, que citou April Carrion e Naomi Smalls como algumas das competidoras que o inspiram.
No início de sua carreira, Vittar usava o sobrenome Knowles como parte de seu nome artístico, uma referência à cantora Beyoncé. O artista é fã assíduo de Mylla Karvalho, ex vocalista da Companhia do Calypso, a qual ele disse admirar tanto por sua presença de palco, quanto pelo som que ela desenvolvia. Em Batidão Tropical, Vittar chegou a regravar diversas canções interpretadas pela cantora enquanto atuava na banda, incluindo "Bang Bang" para a qual a homenageou no videoclipe correspondente utilizando um figurino similar ao utilizado por Karvalho durante a performance da música no álbum ao vivo Ao Vivo em Goiânia (2006). Em seu álbum de estreia, Vai Passar Mal, o artista teve influência direta de Lana Del Rey, Allie X e dos álbuns Anti, de Rihanna, e Lemonade, de Beyoncé. Vittar disse se inspirar no grupo Major Lazer e na cantora Anitta, artistas com os quais gravou a canção "Sua Cara". Além de citar Rihanna, Anahí, Kanye West, Britney Spears e Lady Gaga como fontes de inspiração. Ele disse que estava ouvindo diversos artistas para se "inspirar" quando produzia seu álbum de estreia, citando como exemplos Liniker e Elza Soares. A modelo Bella Hadid o influencia visualmente, principalmente sua maquiagem e estilo.

## Imagem pública
Vittar é considerado um ícone gay e foi citado por Shannon Sims, do The New York Times, como um "emblema de fluidez de gênero". Vittar falou sobre sua percepção pública dizendo que "Acho que sou um exemplo sim. Quando era pequeno não tinha ninguém para me espelhar. Não tinha alguém na TV que eu olhava e falava: ‘Eu posso ser isso’. Tinha o Ney [Matogrosso], mas ele era uma divindade, muito distante de mim." Sérgio Martins, da Veja, notou que Vittar "faz as poses de Madonna em Vogue, dá os trinados agudos de Beyoncé e Whitney Houston e rebola como dançarina de funk. [...] É uma catártica liberação para todos os que a veem no palco — adultos e adolescentes, gays e héteros." A revista Paper o descreveu como "uma das figuras queer mais emblemáticas do mundo".
Vittar explicou, em diversas entrevistas, que não é uma mulher trans: "Eu sou um homem gay, que também é uma drag queen e que se veste, se comporta e se inspira no que ama, muito distante dessa barreira de "menino x menina", pois ela simplesmente não existe." No entanto, a respeito de sua sexualidade, afirmou: "Fico com mulheres, homens héteros, homens gays… Gosto de corpos." O nome Pabllo é uma "versão artística" de seu nome de batismo, Phabullo, enquanto Vittar é uma "criação própria". Em outubro de 2022, se declara como gênero fluido. Vittar não pensou em adotar um nome artístico considerado feminino e até mesmo questionou o porquê de Pabllo ser considerado um nome exclusivamente masculino. O cantor falou sobre a questão:
"Nunca senti a necessidade de optar por um nome feminino porque, quando decidi fazer drag, queria passar verdade através da minha arte, música, do que acho que sou. [O nome] Pabllo me representa de uma forma que você não tem noção. Acho que, se eu tivesse um nome feminino, não ia passar tanta verdade. Não gosto de me trancar em uma caixa. Gosto de ser afeminada, de ser isso aqui, de sair na rua às vezes de boné. Gosto de ser o que quiser ser". 
Vittar prefere ser chamado no feminino quando está "de drag" e também afirmou não se importar com os pronomes específicos de gênero que as pessoas usam para se dirigir a ele, dizendo:
"Eu acho que gênero não importa, pra mim. Se você escrever "ele", vou achar incrível, se escrever "ela", também vou achar demais. Mas, quando estou de drag… eu não fico na frente do espelho duas horas me maquiando para a pessoa me chamar de ele, né? Fica chamando de “ela”! Ela é bonita, ela é cantora, ela é draaaaaag! Eu gosto de ser chamada no feminino."
Vittar afirmou que se sente mais confiante e desinibido quando está com a maquiagem, peruca e figurinos que usa para se apresentar, e se considera mais "tímido" sem a caracterização de drag queen, que descreveu como "a extensão do que eu tenho dentro de mim." Ele leva até três horas para "virar Pabllo Vittar" e, fora do palco, não costuma usar maquiagem ou peruca. Vittar, que tem 1,87 m de altura, geralmente veste botas de salto alto que o deixam com mais de 2 metros no palco. A moda tem um papel importante em seu trabalho. Vittar descreveu seu estilo como "street" ("urbano") e disse que "o importante, pra mim, é minhas roupas serem confortáveis." A colunista de moda Lilian Pacce o chamou de "fashionista".

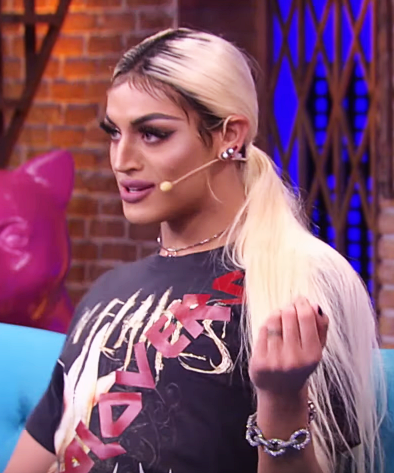
Vittar durante uma entrevista no talk-show Lady Night em 2017

Vittar é consistentemente creditado por impulsionar a inclusão de artistas drag queen, trans e travestis no cenário da música popular do Brasil. O site g1 chamou o fenômeno de "Efeito Pabllo Vittar". Em março de 2018, a Billboard disse que "um coletivo de drag queens — com Vittar na vanguarda — está ajudando a mudar a aceitação da comunidade LGBTQ no Brasil, usando música e performance como seus meios. [...] Com seu trabalho revolucionário, sensibilidade camp e estética drag feroz, esta nova geração de artistas está usando sua visibilidade sem precedentes para confrontar o machismo profundamente enraizado do Brasil." Tony Goes, da Folha de S.Paulo, sugeriu que Vittar deixou de ser um artista de nicho e atingiu o mercado mainstream por seguir "à risca a fórmula consagrada por divas internacionais como Britney Spears ou Rihanna: entregou-se nas mãos de produtores experientes, que compõem sucessos de refrões pegajosos para ela." Goes também disse que "Sua mensagem política está em sua própria imagem, não tanto nas músicas", acrescentando ainda que Vittar, em 2017, estava "em vias de se tornar o mais popular artista queer brasileiro desde Ney Matogrosso."
Em um artigo para a Forbes, em 2020, Chris Malone disse que "[...] em apenas três anos, Vittar construiu seu próprio império musical e cultural que transcende fronteiras e estereótipos, unindo fãs de música nas Américas e, sem dúvida, tornando-se a drag queen mais popular do mundo no processo. Tanto nos Estados Unidos quanto no Brasil, as drag queens são geralmente vistas como fontes de entretenimento superficial, em vez de artistas que trabalham duro com profunda dedicação ao seu ofício; aquelas que embarcam em uma carreira musical muitas vezes se tornam motivo de riso. [...] A confiança descarada de Vittar em face a um presidente “orgulhosamente” homofóbico e sua relutância em mudar sua estética com base no mundo ao seu redor a tornaram uma líder para a juventude LGBTQ+ em todo o mundo." Em 2021, aracnólogos descobriram um fóssil de aranha com aproximadamente 120 milhões de anos em Nova Olinda, Ceará. O fóssil, pertencente à família Palpimanidae, foi nomeado como Cretapalpus vittari em homenagem a Vittar.
Em 2017, a revista Joyce Pascowitch elegeu Vittar "A Pessoa do Ano". No mesmo ano, foi a quinta personalidade mais buscada no Google Brasil. Em 2018, tornou-se a segunda celebridade mais buscada no Google Brasil. Vittar não só é o artista drag queen mais popular do mundo nas redes sociais como também figurou no ranking Social 50, da Billboard, onde atingiu a trigésima terceira colocação em outubro de 2017. Comentando sobre os posicionamentos políticos de Vittar, Dom Phillips, do The Guardian, referiu-se a ele como um "símbolo de resistência". À Vice, Vittar falou sobre sua função política enquanto um artista com grande reconhecimento entre o público LGBTQ e feminino: "Acho que é necessário [se posicionar] [...] Não é só subir no palco, rebolar e ir embora. O buraco é mais embaixo." Em 2019, a revista Time incluiu Vittar em sua lista dos "Líderes da Próxima Geração". Vittar foi escolhido por usar sua popularidade "para exigir igualdade para a comunidade LGBT no Brasil e além". Após atingir o estrelato, Vittar se tornou um alvo constante de notícias falsas que são disseminadas nas redes sociais. Emiliano Urbim, d'O Globo, referiu-se ao cantor como "um ímã de fake news na cultura pop" e sugeriu que a intolerância é um dos principais motivos pelos quais as notícias falsas envolvendo Vittar viralizam com facilidade. Uma das notícias falsas dizia que Vittar teria seu rosto estampado nas cédulas de cinquenta reais. Ele ironizou essa notícia no videoclipe de "Seu Crime", que mostra notas de "100 Vittars" sendo jogadas ao ar.
Em 2018, a revista IstoÉ Gente o incluiu em sua lista de votação para eleger as "Mulheres mais Sexy do Ano". O ocorrido levantou algumas discussões, uma vez que Vittar não é uma mulher trans e diz "passear entre o universo masculino e o feminino". Em 2020, ele foi eleito Homem do Ano pela edição brasileira da GQ. Vittar se inspirou na personagem de desenho animado Jessica Rabbit em seu ensaio para a edição de abril/2019 da revista Gay Times, que se tornou a mais vendida da história da publicação. Vittar também se inspirou em outros personagens de desenhos animados e sitcoms para tatuar seu corpo, como As Meninas Super Poderosas e Lisa Simpson.

### Publicidade
Vittar costuma associar sua imagem a marcas que estejam abertas a causas e à diversidade. Em 2016, ele estrelou a campanha de esmaltes e batons Louca Por Cores, da marca de cosméticos Avon. Em setembro de 2017, Vittar promoveu as marcas Avon e Trident em seu videoclipe de "Corpo Sensual", além do Ministério da Saúde, com o intuito de aumentar a conscientização acerca do uso de preservativos. Em dezembro de 2017, a Coca-Cola lançou a campanha Coca-Cola Fan Feat. e passou a estampar o rosto de diversos artistas nas latas do refrigerante. A campanha gerou uma votação através de seu site e Vittar foi um dos três artistas mais votados, gravando uma canção com os outros dois escolhidos. Vittar também associou sua imagem a marcas e empresas como Itaú, TNT Energy Drink, Niely Cosméticos, Chilli Beans, Adidas, Apple Music e C&A. Em abril de 2018, foi um dos artistas a estrelar a campanha da coleção primavera/verão 2019 da Coca-Cola Jeans. Em 2019, Vittar promoveu a marca de biscoitos Club Social no videoclipe de "Buzina" e se tornou embaixador da Calvin Klein.
Em junho de 2020, ele participou de uma campanha global da Calvin Klein em comemoração ao mês do orgulho LGBT. Em 2020, a EA Games adicionou Vittar à lista de celebridades que podem ser escolhidas como personagem no jogo The Sims 4.

## Prêmios e indicações
Durante sua carreira, Vittar venceu diversos prêmios, incluindo dois Prêmio Multishow de Música Brasileira, dois Troféu APCA, um Melhores do Ano, um Capricho Awards, seis MTV Millennial Awards Brasil e dois MTV Europe Music Awards. Vittar também foi indicado a um Grammy Latino através de sua colaboração com Major Lazer e Anitta em "Sua Cara".

## Discografia
- Vai Passar Mal (2017)
- Não Para Não (2018)
- 111 (2020)
- Batidão Tropical (2021)
- Noitada (2023)
- Batidão Tropical Vol. 2 (2024)

## Filmografia

### Cinema
| Ano  | Título                              | Personagem | Notas          | Ref.    |
| ---- | ----------------------------------- | ---------- | -------------- | ------- |
| 2017 | Oitavo                              | Ele mesmo  | Curta-metragem | [ 204 ] |
| 2018 | Crô em Família                      | Ele mesmo  |                | [ 205 ] |
| 2020 | Emicida: AmarElo - É Tudo Pra Ontem | Ele mesmo  | Documentário   | [ 206 ] |
| 2021 | Detetive Madeinusa                  | Ele mesmo  |                | [ 207 ] |

### Televisão
| Ano     | Título                  | Personagem         | Notas                       | Ref.    |
| ------- | ----------------------- | ------------------ | --------------------------- | ------- |
| 2016–17 | Amor & Sexo             | Vocalista da banda |                             |         |
| 2017    | A Força do Querer       | Ele mesmo          | Episódio: "5 de outubro"    | [ 208 ] |
| 2017    | Vai que Cola            | Ele mesmo          | Episódio: "Você Decide"     | [ 209 ] |
| 2018    | O Outro Lado do Paraíso | Ele mesmo          | Episódio: "11 de maio"      | [ 210 ] |
| 2018    | Super Drags             | Goldiva (voz)      |                             | [ 211 ] |
| 2018    | Prazer, Pabllo Vittar   | Apresentador       |                             | [ 212 ] |
| 2019    | Autênticas GNT          | Apresentador       |                             | [ 213 ] |
| 2019    | Queen of Drags          | Jurado convidado   | Episódio: "Divas and Icons" | [ 214 ] |
| 2020–21 | Soltos em Floripa       | Comentarista       |                             | [ 215 ] |
| 2021    | I Am Pabllo             | Ele mesmo          | Especial de fim de ano      | [ 216 ] |
| 2022    | Germany's Next Topmodel | Jurado convidado   | Episódio: "Fantasy Edition" | [ 217 ] |
| 2022    | Queen Stars Brasil      | Apresentador       |                             | [ 218 ] |

### Internet
| Ano     | Título                                  | Personagem | Notas                                | Ref.    |
| ------- | --------------------------------------- | ---------- | ------------------------------------ | ------- |
| 2016–17 | Vlog da Pabllo                          | Ele mesmo  |                                      | [ 219 ] |
| 2018    | Apple Up Next: Pabllo Vittar            | Ele mesmo  | Web-documentário na Apple TV         |         |
| 2019    | Pabllo Vittar: A Trajetória da Artista! | Ele mesmo  | Web-documentário                     |         |
| 2019    | Whindersson Nunes: Próxima Parada       | Ele mesmo  | Episódio: "Nova Iorque - Filadélfia" | [ 220 ] |
| 2021    | Porta dos Fundos                        | Ele mesmo  | Episódio: "Muito Fã"                 |         |
| 2023    | The Town: O Documentário                | Ele mesmo  | Web-documentário no YouTube          | [ 221 ] |

## Turnês
| Oficiais - Open Bar Tour (2015–2016) - Vai Passar Mal Tour (2017–2018) - Não Para Não Tour (2018–2020) - I Am Pabllo Global Tour (2022–2023) - Noitada Tour (2023) - Batidão Tropical Tour (2024–2025) | Promocionais - NPN Pride Tour (2019) - Halloween da Pabllo (2019 - presente) - Club Vittar (2025) - 2025 Tour (2025) Blocos carnavalescos - Bloco da Pabllo (2019–2020; 2023-atual) |